# Campeonato Sudamericano de Voleibol Femenino Sub-20
El Campeonato Sudamericano de Voleibol Femenino Sub-20 es un torneo de voleibol femenino. Es organizado por la Confederación Sudamericana de Voleibol y el país anfitrión, y hasta 2018 estuvo dirigido a las selecciones nacionales que integren jugadoras con un máximo de 20 años de edad. A partir de la edición de 2022 el torneo se disputa como Sub-21 en lugar de Sub-20, adaptándose así a los cambios dispuestos por la FIVB.

## Historial
| N.º   | Año  | Sede                  |        |           |           |
| ----- | ---- | --------------------- | ------ | --------- | --------- |
| I     | 1972 | Río de Janeiro        | Brasil | Perú      | Argentina |
| II    | 1974 | Mendoza               | Brasil | Perú      | Argentina |
| III   | 1976 | La Paz                | Brasil | Perú      | Argentina |
| IV    | 1978 | Río de Janeiro        | Brasil | Perú      | Argentina |
| V     | 1980 | Rancagua              | Perú   | Brasil    | Argentina |
| VI    | 1982 | Santa Fe              | Perú   | Brasil    | Argentina |
| VII   | 1984 | Iquitos               | Brasil | Perú      | Colombia  |
| VIII  | 1986 | Sao Paulo             | Perú   | Brasil    | Argentina |
| IX    | 1988 | Caracas               | Perú   | Brasil    | Argentina |
| X     | 1990 | San Miguel de Tucumán | Brasil | Perú      | Argentina |
| XI    | 1992 | La Paz                | Brasil | Argentina | Perú      |
| XII   | 1994 | Medellín              | Brasil | Argentina | Perú      |
| XIII  | 1996 | Caracas               | Brasil | Argentina | Perú      |
| XIV   | 1998 | Santa Fe              | Brasil | Argentina | Perú      |
| XV    | 2000 | Medellín              | Brasil | Argentina | Venezuela |
| XVI   | 2002 | La Paz                | Brasil | Venezuela | Argentina |
| XVII  | 2004 | La Paz                | Brasil | Argentina | Venezuela |
| XVIII | 2006 | Caracas               | Brasil | Argentina | Venezuela |
| XIX   | 2008 | Lima                  | Brasil | Venezuela | Perú      |
| XX    | 2010 | Antioquia             | Brasil | Perú      | Venezuela |
| XXI   | 2012 | Lima                  | Brasil | Perú      | Colombia  |
| XXII  | 2014 | Barrancabermeja       | Brasil | Perú      | Argentina |
| XXIII | 2016 | Uberaba               | Brasil | Argentina | Perú      |
| XXIV  | 2018 | Lima                  | Brasil | Argentina | Perú      |
| XXV   | 2022 | Cajamarca             | Brasil | Argentina | Colombia  |
| XXVI  | 2024 | Osorno                | Brasil | Argentina | Chile     |

## Medallero
- Actualizado hasta Chile 2024

| Núm. | País      | Oro | Plata | Bronce | Total |
| ---- | --------- | --- | ----- | ------ | ----- |
| 1    | Brasil    | 22  | 4     | 0      | 26    |
| 2    | Perú      | 4   | 9     | 7      | 20    |
| 3    | Argentina | 0   | 11    | 11     | 22    |
| 4    | Venezuela | 0   | 2     | 4      | 6     |
| 5    | Colombia  | 0   | 0     | 3      | 3     |
| 6    | Chile     | 0   | 0     | 1      | 1     |
|      | TOTAL     | 26  | 26    | 26     | 78    |

## Selecciones de la CSV participantes en el Campeonato Mundial de Voleibol Femenino Sub-20
| País      | Part. | Mundiales |
| --------- | ----- | --- |
| Brasil    | 23    | 1977, 1981, 1985, 1987, 1989, 1991, 1993, 1995, 1997, 1999, 2001, 2003, 2005, 2007, 2009, 2011, 2013, 2015, 2017, 2019, 2021, 2023,2025 |
| Argentina | 14    | 1977, 1981, 1987, 1989, 1991, 1993, 1997, 1999, 2001, 2017, 2019, 2021, 2023,2025                                                       |
| Perú      | 13    | 1977, 1981, 1985, 1987, 1989, 1991, 1993, 1995, 2011, 2013, 2015, 2017, 2019                                                            |
| Venezuela | 3     | 1989, 2003, 2009 |
| Colombia  | 2     | 1989, 2013 |
| Bolivia   | 2     | 1977, 1993 |
| Paraguay  | 1     | 1977 |
| Chile     | 1     | 2025 |
| Ecuador   | 0     | |
| Uruguay   | 0     | |

## MVPpor edición
- 2024 –  Brasil - Rebeca Borges
- 2022 –  Brasil - Helena Wenk
- 2018 –  Argentina - María Victoria Mayer
- 2016 –  Brasil - Lorrayna Marys
- 2014 –  Brasil - Drussyla Costa
- 2012 –  Colombia - Diana Arrechea
- 2010 –  Brasil - Gabriela Souza
- 2008 –  Brasil - Ivna Marra
- 2006 –  Brasil - Betina Schmidt
- 2004 –  Brasil - Regiane Bidias
- 1994 –  Brasil - Priscila Pal